# Ken Ring & BB Inc Kaddo Presents: Soundclap Vol. 5 (Hosted by Sam-E)
Ken Ring & BB Inc Kaddo Presents: Soundclap Vol. 5 (Hosted by Sam-E) utkom 2005 och är det femte mixtapet i Soundclapserien som släpps av Ken Ring & BB Inc Kaddo.
Femte volymen hostas av Sam-E från Medina.

## Spårlista
1. Medina feat. Masta Ace - "Intro"
2. 50 Cent feat. Mobb Deep - "Outta Control (Remix)"
3. 112 - "Let This Go"
4. AZ - "Never Change"
5. Fat Joe - "Rock Ya Body"
6. Red Cafe feat. Mack 10 - "Yellow Bottle"
7. Foxy Brown - "Come Fly With Me"
8. Elastinen - "Soundclap Exclusive"
9. Smif N Wessun feat. Talib Kweli - "Crystal Stair"
10. Rupee feat. Lil Kim - "Do the Damn Thing"
11. Sean Price - "Boom Bye Yeah"
12. Joe Budden - "What's Up What's Up"
13. Tony Yayo feat. 50 Cent - "So Seductive"
14. Coolio - "Soundclap Exclusive"
15. Ken Ring - "Bounca"
16. Kanye West feat. Jamie Foxx - "Gold Digger"
17. Tony Yayo feat. Eminem & Obie Trice - "Drama Setter"
18. Medina - "M.E.D.I.N.A (Remix)"
19. Missy Elliot - "Teary Eyed"